# Patryk Niemiec
Patryk Damian Niemiec (ur. 18 lutego 1997 w Kędzierzynie-Koźlu) – polski siatkarz, grający na pozycji środkowego. 
Jego ojciec Marek z wykształcenia jest ratownikiem medycznym. Od lutego 2021 roku zdiagnozowano u niego glejaka mózgu. Po wycięciu guza w marcu 2021 roku po 3 latach guz przeszedł w bardziej zaawansowaną, złośliwą postać. Na początku lipca 2025 roku są zbierane pieniądze na kosztowne leczenie w klinice w Stanach Zjednoczonych, które wynosi 500 tys. złotych.

## Sukcesy klubowe

### młodzieżowe
Mistrzostwa Polski Kadetów:
- 2014

Mistrzostwa Polski Juniorów:
- 2015

I liga:
- 2016

### seniorskie
Puchar Polski:
- 2018

PlusLiga: 
- 2018, 2022[5]

Puchar CEV:
- 2025[6]

## Sukcesy reprezentacyjne
Międzynarodowy turniej EEVZA kadetów:
- 2013

Mistrzostwa Europy Kadetów:
- 2015[7]

Olimpijski festiwal młodzieży Europy:
- 2015

Mistrzostwa Świata Kadetów:
- 2015[8]

Letnia Uniwersjada:
- 2019

## Nagrody indywidualne
- 2014: Najlepszy blokujący Mistrzostw Polski Kadetów